# 바르칸 작전
바르칸 작전(프랑스어: Opération Barkhane)은 프랑스 육군이 사헬과 사하라에서 수행하는 군사 작전이며, 사헬 지역 전체의 지하디스트 및 살라피스트 무장 단체와 싸우는 것을 목표로 하는 2차 지원 작전이기도 하다. 2014년 8월 1일 출범한 이 작전은 세르발 작전과 에페르비에 작전을 대체한다. 2014년 8월 1일부터 2022년 8월 15일까지 진행되었다. 작전 본부는 차드의 은자메나에 있었다. 작전 명칭인 바르칸은 사하라 사막에서 자주 찾아볼 수 있는 초승달 모양의 사구를 의미한다. 프랑스군은 G5 사헬이라 불리는 말리, 니제르, 부르키나파소, 차드, 모리타니와 협력하여 군사 작전을 진행시켰다.
프랑스군은 2013년 초 이슬람 단체로부터 말리의 북부 절반을 성공적으로 되찾은 세르발 작전의 일환으로 말리에 처음으로 개입했다. 바르칸 작전은 세르발 작전의 성공을 따라가기 이어가기 위한 작전이었고, 사헬 지역의 넓은 지역에 걸쳐 프랑스군의 작전을 확장시켰다. 이 작전은 사헬 지역에 위치한 정부가 그들의 영토에 대한 통제를 유지하도록 돕고 사헬 지역이 프랑스와 유럽을 공격하려는 이슬람 테러리스트 단체들의 안전한 피난처가 되는 것을 막는 것을 목표로 했다.
2021년 말리 쿠데타는 2021년 5월 24일 아시미 고타 부통령이 일으킨 쿠데타였다. 에마뉘엘 마크롱 프랑스 대통령은 2021년 6월 프랑스가 사헬 지역의 국가 정부와 협력할 수 없다는 이유로 작전이 곧 종료되고 프랑스군이 단계적으로 철수할 것이라고 발표했지만 프랑스군이 더 큰 국제 임무의 일환으로 이 지역에 남아있을 것이라고 덧붙였다. 바르칸 작전은 2022년 1분기까지 종료될 예정이었다. 프랑스는 2022년 2월 17일 말리에서 철수하기 시작했다. 마크롱은 바르칸 작전의 본부를 니제르로 옮길 것이라고 발표했다.  그러나 말리를 통치하는 군사 정권은 2022년 3월 18일 프랑스에 지체 없이 철수할 것을 요청했고 마크롱은 앞으로 4~6개월 동안 철수할 것이라고 대답했다. 프랑스군은 2022년 8월 15일 말리에서 완전히 철수했으며, 바르칸 작전도 같은 날짜에 종료되었다.

## 배경
세르발 작전과 에페르비에 작전 이후, 프랑스 군대는 사헬 지역 전역에서 살라피스트 지하디스트 무장 단체와 계속 싸우고 있었다. 2014년 7월 14일, 국방부 장관 장이브 르드리앙은 바르칸 작전이 G5 사헬(모리타니, 말리, 부르키나파소, 니제르, 차드)과 협력하여 수행된다고 발표했다. 합동작전본부는 차드의 은자메나에 본부를 두기로 했다.
2014년 7월 16일, 말리의 국방부 장관 바흐 은다와 프랑스 국방부 장관 장이브 르 드리앙은 바마코에서 프랑스-말리 방위 협정에 서명했다. 프랑스 국방부에 따르면, 이 협정은 "안보 문제에 대한 정보 교환과 정기적인 협의, 훈련, 훈련 및 장비 등 주요 방위 협력 분야를 식별한다"고 한다.

## 참가국

### 영국
2016년 3월, 파리에서 열린 영국-프랑스 정상회담에서 영국 정부는 바크하네 작전에 대한 지원을 고려할 것이라고 발표했다. 영국 국방부 장관 마이클 팰런은 영국이 아프리카에 있는 프랑스군에 매달 전략적 공수 지원을 제공할 것이라고 발표했다. 2018년 7월, 영국 공군 치누크 헬기 3대가 말리에 도착해 프랑스군과 다른 군 병력을 지원했다. 이 배치는 말리에 이미 배치된 영국군 90명에 추가된 병력이었다. 2018년 9월, Forces.net는 영국 공군의 치누크 Mk5가 말리 전역에서 700명 이상의 프랑스군과 70톤의 장비 수송, 보급품 제공 등 30번의 출격을 했다고 보고했다. 2020년 7월, 영국 국방부는 거의 250명의 영국 육군 병력이 유엔군의 장거리 정찰 부대로 복무하기 위해 말리에 배치될 것이라고 발표했다.

## 같이 보기
- 세르발 작전
- 에페르비에 작전